# 당진향교
당진향교(唐津鄕校)는 대한민국 충청남도 당진시 읍내동에 있는 조선시대의 향교이다. 1997년 12월 23일 충청남도의 기념물 제140호로 지정되었다.

## 개요
향교는 공자와 여러 성현께 제사를 지내고, 지방민의 교육과 교화를 위해 나라에서 세운 교육기관이다.
당진향교는 조선 태조 7년(1398)이나 태종 7년(1407)에 지은 것으로 전하고 있다.
현재 남아 있는 건물로는 제사 공간인 대성전, 교육 공간인 명륜당, 학생들의 기숙사인 동재와 서재, 삼문, 제기고 등이 있다. 대성전 안쪽에는 공자를 비롯한 중국과 한국 성현들의 위패를 모시고 있다.
조선시대에는 나라에서 토지와 노비·책 등을 지원받아 학생들을 가르쳤으나, 지금은 교육 기능은 없어지고 제사 기능만 남아 있다.

## 참고 자료
- 당진향교 - 국가유산청 국가유산포털